# Csémy Lajos László
Csémy Lajos László (Alsógellér, 1923. július 15. – Prága, Vinohrady, 2022. október 8.)
egyháztörténész, református lelkész, egyetemi tanár.

## Életpályája
1942-ben Komáromban a bencés gimnáziumban érettségizett. Teológiai tanulmányait 1942 és 1947 között Pápán és Pozsonyban, majd Prágában 1947 - 1948-ban végezte. Kassán és Ekelen volt lelkipásztor. 1954-től a prágai Károly Egyetem Comenius Teológiai Karán, 1990–1993 között a prágai Károly Egyetem Evangélikus Teológiai Karán tanított. 1994-től a komáromi Kálvin János Teológiai Akadémia tanszékvezetője. Egyháztörténeti tanulmányai magyar, cseh és német nyelven jelentek meg.

## Főbb művei
- Jeremiás próféta vallási individualizmusa (szakdolgozat, kézirat, 1947);
- Igehirdetések liturgiával 1960–1980 (1982);
- Fejezetek a katechetikából (jegyzet, 1992);
- Homiletika (jegyzet, 1992).

Többek között 2007-ben írt a Komáromi Öregdiákba is.